# Madame Butterfly (película)
Madame Butterfly es una adaptación cinematográfica de la célebre ópera Madama Butterfly de Giacomo Puccini coproducida por Francia, Alemania y Reino Unido,  dirigida y escrita por Frédéric Mitterrand en 1995 y protagonizada por Ying Huang, Richard Troxell, Ning Liang, Richard Cowan y Bernice Stegers.

## Argumento
Transcurre en Nagasaki, a finales del siglo XIX o principios del XX. Mientras está destinado a bordo del navío USS Abraham Lincoln, F. B. Pinkerton, oficial de la marina estadounidense por intermedio del casamentero Goro consigue a la quinceañera Cio-Cio-San en matrimonio. Para Cio-Cio-San (o Madama Butterfly) es un casamiento de por vida, pero para Pinkerton solo una aventura fuera de su país. Durante el casamiento el tío bonzo de Butterfly aparece y la maldice por traicionar las costumbres niponas...